# Ліпово (Гіжицький повіт)
Ліпово (пол. Lipowo, нім. Lindenheim) — село в Польщі, у гміні Круклянки Гіжицького повіту Вармінсько-Мазурського воєводства.
Населення — 143 особи (2011).
У 1975-1998 роках село належало до Сувальського воєводства.

## Демографія
Демографічна структура станом на 31 березня 2011 року:
|          | Загалом | Допрацездатний вік | Працездатний вік | Постпрацездатний вік |
| -------- | ------- | ------------------ | ---------------- | -------------------- |
| Чоловіки | 83      | 23                 | 56               | 4                    |
| Жінки    | 60      | 14                 | 37               | 9                    |
| Разом    | 143     | 37                 | 93               | 13                   |